# بولين أوزو
بولين أوزو (بالفرنسية: Pauline Auzou)‏ (24 مارس 1775- 15 مايو 1835) رسامة ومدرسة فنون فرنسية، عُرضت أعمالها في صالون باريس وكُلفت بعمل لوحات لنابليون وزوجته ماري لويز، دوقة بارما.

## الحياة الشخصية
ولدت جين ماري كاثرين ديسماركيت (تُكتب أحيانًا ديسماركيس) في باريس في 24 مارس عام 1775. حملت لقب لاشابيل عندما تبنّاها ابن عمها. تزوجت في ديسمبر عام 1793 من تشارلز ماري أوزو. أنجبا منذ عام 1794 ولدان وابنتان وطفل مات في طفولته.
اشترى جاك أوغسطين كاثرين باجو منزلًا لهم في فونتناي أو روز في عام 1820. توفيت في باريس في 15 مايو عام 1835.

## الحياة المهنية
مُنعت النساء عمومًا من الحصول على تعليم في أكاديميات الفنون في فرنسا في أوائل القرن الثامن عشر، خاصةً إذا لم يمتلكن المال والعلاقات. ارتادت أوزو مرسم جان بابتيست ريغنيول في عام 1802، إلى جانب صوفي غيليمارد ويوجين ديلابورتي وكارولين ديريني وهنريت لوريمييه. تأثرت بكل من مارغريت جيرارد وجان أوغست دومينيك آنغر.
رسمت لوحات للشخصيات اليونانية الأسطورية في وقت مبكر من دراستها ومسيرتها الفنية. أجرت أوزو دراسات حول النساء والرجال العراة عندما كان من النادر أن ترسم النساء أناسًا عراة، إذ كان ذلك غير مألوف في ذلك الوقت، وبما أن ذلك اعتبر غير ملائم، وجدت الفنانات نجاحًا أكبر في إنشاء لوحات لنساء في المنازل، يجلسن أو يصنعن الموسيقى أو يقرأن.
كانت فنانةً ناجحة، إذ كانت في البداية من الكلاسيكيين الجدد، ورسمت لوحات تاريخية ونوعية وبورتريه، بما في ذلك تصوير نابليون. تلقت 2000- 4000 فرنك من مدفوعات الراتب، لإنشاء لوحات كلفتها بها الحكومة بشكل أساسي للأحداث المعاصرة، بما في ذلك اللوحات المرسومة لنابليون ومن أجله.
كان فن تروبادور إلى حد كبير، أسلوبًا صممه الفنانون الذكور، ولكن كان هناك العديد من الفنانات مثل يوجين سيرفياس وهورتينس هادبورت وصوفي لومير، اللاتي أضفن لمسة أنثوية للوحات مثل كارولين دوقة بيري والإمبراطورة جوزفين وغيرها.
أتاح صالون باريس المعرض للأعمال النسائية في عام 1791. عُرضت أعمالها في صالون باريس. باخوسية ودراسة لرأس في عام 1793. رسمت لوحة لدافينيس وفيليس الأسطوريين، وعُرضت في صالون عام 1795. عُرضت لوحة الإحساس الأول بالتدلل هناك في عام 1804. مُنحت ميدالية من الدرجة الأولى في الصالون عام 1806 للوحتها بيكار إيلدر، التي صورت السيد بيكار وعائلته في عام 1806. مُنحت في عام 1808 ميدالية الدرجة الأولى لعملها. عرضت في تلك السنة لوحة السيد بيكار وعائلته في الصالون.
رسمت لوحة لنابليون وعروسه، عُرضت في صالون عام 1810 بعنوان الأرشيدوقة ماري لويز في كومبيين، تصور نابليون المتزوج حديثًا الذي ينظر إليه بشغف، وثانيًا حيث تقابل ماري لويز وصيفاتها. من بين اللوحات الأخرى التي رسمتها أوزو للزوجين لوحة لماري لويز مع عائلتها، بعنوان جلالة الإمبراطورة قبل زواجها لحظة مغادرة عائلتها. عُرضت لوحة الانطلاق للمبارزة في عام 1806، والتي تصور الدراما العائلية عندما ينظر الرجل إلى زوجته النائمة وطفله قبل أن يغادر من أجل الواجب. صورت أوزو الأحداث التي أثرت على العائلات، مثل غيرها من الفنانات الأخريات ذلك الوقت. «حُكم على الزوجة بالإغراء والطفل بالفقر» في هذه الحالة، وفقًا للناقد الفني بيير جان بابتيست تشوسارد. عُرضت في صالون باريس حتى عام 1817، وبشكل عام حتى عام 1820.
فتحت أوزو مدرسة فنية للشابات- مثل الفنانات الأخريات، ليزينكا دو ميربل وماري غيلهلمين بينويست- والرجال. احتُفظ بالاستوديو والمدرسة لمدة 20 عامًا. نُشر كتابها دراسات الرؤوس في باريس بواسطة ديدوت.
توجد لوحتها بعنوان بورتريه موسيقيّ في مجموعة متحف كورير للفنون، في مانشستر في نيو هامبشاير في الولايات المتحدة. اثنان من أعمالها للإمبراطورة ماري لويز في مجموعات المتحف الوطني لفرساي في قصر فرساي، بما فيها جلالة الإمبراطورة قبل زواجها لحظة مغادرة عائلتها. جُمعت أعمالها من قبل جمعية أصدقاء الفنون، ودوقة بيري والحكومة الفرنسية. نُقشت العديد من هذه الأعمال، بالإضافة إلى لوحات النوع الأدبي مثل العمل المحفور من قبل جون نورمان، ديانا فرنسا ومونتمورنسي.